# Botho zu Eulenburg
Botho Graf zu Eulenburg (Wicken, 31 de julho de 1831 — 5 de fevereiro de 1912) foi um político do Reino da Prússia, do qual foi Ministro-Presidente.
Sepultado no Friedhöfe vor dem Halleschen Tor em Berlim.